# Valvika
Valvika est une localité du comté de Nordland, en Norvège.

## Géographie
Administrativement, Valvika fait partie de la kommune de Bodø.